# Église Saint-Pierre de Chalon-sur-Saône
Pour les articles homonymes, voir Église Saint-Pierre.
L'église Saint-Pierre est une église catholique située à Chalon-sur-Saône, en France.

## Localisation
L'église est située dans le département français de Saône-et-Loire, sur la commune de Chalon-sur-Saône.

## Historique
L'édifice est inscrit au titre des monuments historiques en 1948.
C'est ici qu'Anne-Marie Javouhey, ses sœurs et quelques compagnes prononcèrent leurs vœux, le 12 mai 1807, devant l'évêque d'Autun, donnant naissance à la congrégation des Sœurs de Saint-Joseph de Cluny qui vont essaimer sur les cinq continents. On y trouve une statue reliquaire de saint Just de Bretenières, mort martyr en Corée.
L'église possède un orgue (seize jeux), conçu par la manufacture Callinet et datant de 1812.
Pendant la Révolution, l'édifice devint, successivement, temple des fêtes et temple décadaire (22 nivôse an VII) puis magasin à fourrage (6 frimaire an IX), avant d'être finalement rendu au culte le 29 germinal de l'an XI.